# Gilmanton
Gilmanton är en kommun (town) i Belknap County i delstaten New Hampshire, USA med 3 777 invånare (2010).